# Maralinga-Meteorit
Koordinaten: 30° 18′ 0″ S, 131° 16′ 0″ O
Der Maralinga-Meteorit wurde 1974 entdeckt, allerdings erst 1989 als Meteorit erkannt.
Gefunden wurde er 35 Kilometer entfernt von Maralinga in South Australia. Der verwitterte Stein hatte ein Gewicht von 3,38 Kilogramm. Eingeordnet wurde er als Steinmeteorit, als metamorpher Kohliger Chondrit (CK4-Typ), obwohl er starke Ähnlichkeiten zu den CV-Typen aufweist.
Der Meteorit enthält 47 % porphyrische Olivine, 20 % körnige Olivine, 15 % porphyrische Olivin-Pyroxene, 9 % gitterförmige Olivine, 2 % radial angeordnete Olivine und 3 % Objekte aus Kalzium und Aluminium.